# راشد جمعه الفارسی
راشد جمعه الفارسی (عربی: راشد جمعة مبارك الفارسي؛ زادهٔ ۲۰ اوت ۱۹۸۶) بازیکن فوتبال اهل عمان است.
وی همچنین در تیم ملی فوتبال عمان بازی کرده‌است.